# FK Wołgodońsk (piłka nożna)
FK Wołgodońsk (ros. Футбольный клуб «Волгодонск», Futbolnyj Kłub "Wołgodonsk") – rosyjski klub piłkarski z siedzibą w Wołgodońsku w obwodzie rostowskim.

## Historia
Chronologia nazw:
- 1979—1994: Atommasz Wołgodońsk (ros. «Атоммаш» Волгодонск)
- 1995—2004: FK Wołgodońsk (ros. ФК «Волгодонск»)

Piłkarska drużyna Atommasz została założona w 1979 w mieście Wołgodońsk.
W 1980 zespół debiutował w Drugiej Lidze, strefie 3 Mistrzostw ZSRR.
W 1990 i 1991 występował w Drugiej Niższej Lidze.
W Mistrzostwach Rosji klub debiutował w Pierwszej Lidze, grupie centralnej. W 1993 występował w Drugiej Lidze, strefie 2. W 1994 po reorganizacji systemu lig w Rosji został zdegradowany do Trzeciej Ligi, strefy 2. W 1995 zmienił nazwę na FK Wołgodońsk. W 1996 na rok powrócił do Drugiej Ligi, ale spadł z powrotem do Trzeciej Ligi. W 1998 po kolejnej reorganizacji systemu lig został pozbawiony miejsca w rozgrywkach profesjonalnych. W latach 200-2004 występował w Amatorskiej Lidze.
W 2004 przez problemy finansowe został rozwiązany.

## Sukcesy
- Druga Liga ZSRR, strefa 3:
  - 3. miejsce: 1984
- Puchar ZSRR:
  - 1/16 finalista: 1988
- Rosyjska Pierwsza Liga, grupa centralna:
  - 16. miejsce: 1992
- Puchar Rosji:
  - 1/64 finalista: 1993, 1995

## Znani piłkarze
- Giennadij Antonow
- / Ihor Hamuła
- Anatolij Mogilny
- / Aleksiej Sierieda
- / Andriej Timoszenko